# أندرو ديك (مصارع رياضي)
أندرو ديك (بالإنجليزية: Andrew Dick) هو مصارع رياضي نيجيري، ولد في 11 مايو 1976 في أبيوكوتا في نيجيريا.

## وصلات خارجية
- أندرو ديك على موقع أوليمبيديا (الإنجليزية)